# Прищеп, Леонид Георгиевич
Леонид Георгиевич Прищеп (31 мая 1923 — 24 июня 1996) — российский учёный в области электрификации сельского хозяйства, академик ВАСХНИЛ (1973).

## Биография
Родился в селе Верещаки (ныне Новозыбковского района Брянской области). Окончил Московский институт механизации и электрификации сельского хозяйства (1947).
С 1950 года в Московской сельскохозяйственной академии им. К. А. Тимирязева (ТСХА): аспирант (1950—1953), ассистент (1951—1954), доцент (1954—1960), декан факультета электрификации (1962—1963). В 1960—1961 гг. — преподаватель Ханойского института сельского и лесного хозяйства (Вьетнам).
В 1964—1972 ректор Московского института инженеров сельскохозяйственного производства (МИИСП).
С 1972 заместитель академика-секретаря, в 1973—1978 академик-секретарь Отделения механизации и электрификации сельского хозяйства ВАСХНИЛ, одновременно директор ВНИИ электрификации сельского хозяйства (1973—1977).
Доктор технических наук (1965), профессор (1966), академик ВАСХНИЛ (1973).
Является основоположником новой науки — биоэлектромагнитологии. Автор новых электрифицированных установок, внедрённых в серийное производство.
Награждён орденами Трудового Красного Знамени, Красной Звезды, «Знак Почёта», 2 медалями (1978, 1985).
Автор (соавтор) более 200 научных работ, в том числе более 30 книг и брошюр. Получил 32 авторских свидетельства на изобретения.
Похоронен на Долгопрудненском кладбище.

## Публикации
- Устройство, эксплуатация и защита электроустановок. —М.: Колос, 1971. — 175 с.
- Механизированная технология промышленного производства салатного цикория / соавт.: В. П. Коршунов, Р. П. Евсеева. — М.: Россельхозиздат, 1979. — 50 с.
- Эффективная электрификация защищенного грунта. — М.: Колос, 1980. — 208 с.
- Учебник сельского электрика: учеб. для сред. ПТУ. — 3-е изд., испр. и доп. — М.: Агропромиздат, 1986. — 509 с. — (Учеб. и учеб. пособия для подготовки массовых профессий).